# Kobieta i mężczyzna (album Nataszy Zylskiej)
Kobieta i mężczyzna – pierwszy album kompilacyjny Nataszy Zylskiej wydany w formie płyty winylowej, oraz kasety magnetofonowej przez Polskie Nagrania w 1990 roku. Płyta zawierała archiwalne nagrania artystki z lat 1957–1962.

## Lista utworów
Strona a:
1. Sam by nie tańczył samby (Hanna Skalska – Kazimierz Szemioth)
2. Klementynka bawi się (Adam Markiewicz, Jerzy Mart – Bogusław Choiński, Jan Gałkowski)
3. Pożyteczna chmurka (Walter Kubiczek – Mirosław Łebkowski)
4. Pikulina (Wiktor Stryjkowski – Janusz Odrowąż)
5. To brzydko Roberto (Irena Garztecka – Tadeusz Śliwiak)
6. Soho mambo (Jan Czekalla – Andrzej Tylczyński)

Strona b:
1. Chociaż raz powiedz nie (Marek Sart – Zbigniew Kaszkur, Zbigniew Zapert)
2. Kobieta i mężczyzna (Dick Gleason – Tadeusz Śliwiak) [duet z Januszem Gniatkowskim)
3. Ach, znów Fernando (Hanna Skalska – Kazimierz Szemioth)
4. To tylko tu (Heinz Gietz – Jan Świąć) [duet z Janem Dankiem]
5. Ulubiony Dixieland (Waldemar Kazanecki – Anna Jakowska)
6. Bella, bella donna (Gerhard Winkler – Anna Jakowska) [wykonują Jan Danek i Janusz Gniatkowski]

## Charakterystyka albumu
Album Kobieta i mężczyzna zawiera archiwalne nagrania Nataszy Zylskiej (z wyjątkiem ostatniego utworu na płycie Bella, bella donna, który jest dodany w formie bonusu w wykonaniu Janusza Gniatkowskiego i Jana Danka). Na płycie znalazły się również dwa duety artystki nagrane w 1957 roku z zespołem Alana Guzińskiego. Nagrania zawarte na płycie pochodzą z różnych sesji nagraniowych, podczas których artystka zarejestrowała utwory z towarzyszeniem zarówno orkiestr jak i zespołów instrumentalnych.

## Muzycy
- Natasza Zylska - śpiew
- Chór Beltono - śpiew
- Orkiestra Taneczna Polskiego Radia p/d Edwarda Czernego (A-1-6, B-1,3)
- Zespół Alana Guzińskiego (B-2,4)
- Septet Instrumentalny Juliusza Skowrońskiego (B-5)
- Zespół Jazzowy Górkiewicza i Skowrońskiego (B-6)

## Realizatorzy
- Rekonstrukcja nagrań – Jacek Złotkowski, Michał Gola
- Redakcja – Bogdan Okulski

## Okładka
- Zdjęcie na okładce – Agencja Artystyczna (Izrael) (front), portret Nataszy Zylskiej (tył)
- Projekt graficzny – Zbigniew Podgórski